# Modelo keynesiano
Los modelos keynesianos, son varios modelos económicos, generalmente basados en la interpretación neokeynesiana de los principios de la economía keynesiana, que buscan armonizar la percepción keynesiana y la neoclásica, concepciones que inicialmente se consideraban contrapuestas.
Los modelos keynesianos son utilizados para identificar el nivel de equilibrio y analizar las interrupciones de los mercados de bienes y servicios, es decir, estudiar los niveles relativos tanto de producción como los ingresos agregados.
En el presente, los modelos keynesianos y el modelo clásico son ampliamente empleados como base de los modelos completos, dado que se ha notado que, aun cuando esos modelos presentan aspectos generalmente keynesianos (tales como la competencia imperfecta), responden mejor a estímulos clásicos, lo que ha llevado a la producción de una serie de “modelos estándar”. Adicionalmente, ha habido una recurrencia en el uso del modelo keynesiano, en una nueva interpretación, introducida por Gregory Mankiw.

## Introducción, generalidades y simplificaciones
A pesar de que hay varias modelizaciones de las sugerencias de Keynes, las más conocidas o divulgadas (y que serán expuestas brevemente aquí) son los dos modelos básicos originados en la tentativa neokeynesiana de armonizar esas sugerencias con las de la economía neoclásica. Es decir, la llamada síntesis clásico-keynesiana (Hay un tercer modelo, el de D. Dillard, utilizado principalmente por los postkeynesianos, que no será expuesto aquí). Una comprensión adecuada de la materia parece requerir una exposición breve tanto de las sugerencias keynesianas como las neoclásicas y las bases de tal armonización.
Para los neoclásicos en el largo plazo los precios y mercados por lo menos tienden a un putativo estado de equilibrio al estilo de Walras (ver Teoría del equilibrio general). En esa situación, el producto y la demanda se igualan en todos los mercados (ver Ley de Walras), lo que implica que, al igual que en el "modelo clásico", el mercado de dinero siempre se vacía, lo que implica, a su vez, que el ahorro es igual a la inversión (ver Oferta y demanda).
Keynes, a diferencia de los clásicos, no asume que, en un mercado libre y sin fricciones (ver competencia perfecta), necesariamente se llegara a, o que, de llegarse se mantendrá, una situación de equilibrio económico tal como los clásicos conciben ese concepto, sino más bien uno de equilibrio dinámico: para él, la situación es una de competencia imperfecta, en la cual las imperfecciones tienden a dominar. Una de las imperfecciones más importantes es la "pegajosidad" (rigidez o falta de flexibilidad) de los precios, lo que implica que, en el corto plazo, la oferta no necesariamente es igual a la demanda. En el mercado de trabajo Keynes sugiere que la flexibilidad salarial no produce necesariamente pleno empleo: si la flexibilidad implica disminución de los salarios, tal disminución en los ingresos puede llevar a una en el ahorro (lo que aumenta la tasa de interés) y a otra en la demanda, lo que reduce la rentabilidad de las inversiones y, consecuentemente, la demanda por trabajo. (ver Teo Gen, cap. 2, apartado segundo).
Los partidarios de la síntesis asumen una diferencia (derivada del concepto de periodo de mercado de Alfred Marshall) entre el corto y el largo plazo económico. Las teorías de los neoclásicos tendrían validez en el largo plazo mientras que las de Keynes se refieren al corto plazo. Los partidarios de la síntesis aceptan que los ahorros igualan a la inversión, aunque, en las propuestas de la síntesis, el ahorro depende del ingreso y la función de inversión de la relación tasa de interés - tasa de ganancia. En otras palabras, el ahorro es normalmente "no elástico" (rígido) con respecto al interés. Una disminución del ahorro puede producir un aumento de los tipos o la tasa de interés, pero esa tasa puede aumentar también debido a demanda de dinero con propósitos especulativos y no de inversión en bienes de capital. La inversión, por su parte, disminuye con el aumento de la tasa de interés nominal, lo que puede llevar (si el ahorro no cae) a una situación de exceso de ahorros (en relación con la cantidad invertida), lo que, a su vez, puede llevar a una recesión. En esa situación se puede aumentar el empleo y los ingresos, sin elevar los tipos de interés, a través de una mayor inversión (por ejemplo, a través de un gasto gubernamental deficitario). En lo referente al mercado de trabajo lo anterior implica que flexibilidad salarial conduce al pleno empleo.
Los modelos generalmente empleados, especialmente a niveles introductorios a la macroeconomía, son los llamados “modelos simples”. Esos modelos están basados en la linealización de, por un lado, el modelo de John Hicks (modelo IS-LM) y, por el otro, en el modelo de la cruz keynesiana o modelo del multiplicador simple, introducido por Alvin Hansen y generalizado por Paul Samuelson.
A pesar de que el modelo de la cruz keynesiana fue introducido posteriormente al IS-LM, aquí lo presentaremos primero, dado que es la aproximación más fácil.

## Modelo keynesiano simple o de la cruz keynesiana

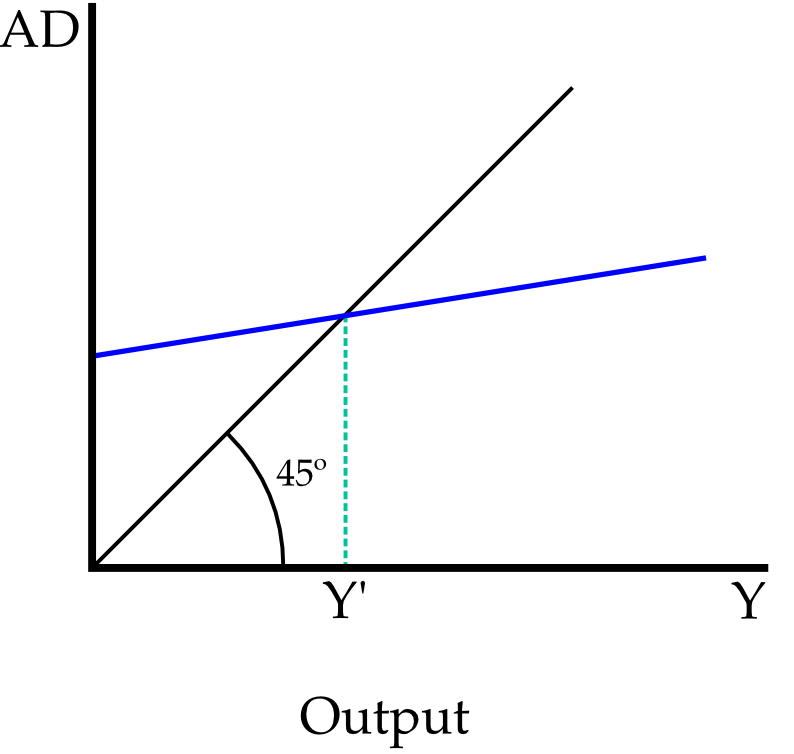
"Cruz keynesiana"

El modelo keynesiano simple, introducido originalmente por Paul Samuelson, es también llamado del multiplicador simple o del multiplicador-acelerador, etc.
El modelo asume que hay capacidad de producción no utilizada y que los precios son los de producción. En esa situación, un aumento de demanda puede llevar a un incremento de la producción con un efecto mínimo sobre los precios.
Adicionalmente se asume que tanto la inversión (I) como los gastos de gobierno (G) están determinados por factores externos al modelo (son variables exógenas) (Por ejemplo: el gobierno se puede endeudar para invertir) y que la economía es “cerrada” (es decir, no hay intercambios con otros países o economías).
Ahora, si la economía estuviera en equilibrio walrasiano, el consumo o "demanda agregada" sería equivalente a la producción (todo lo producido sería consumido y todos los ingresos solo vendrían de lo que se vende). Si representamos gráficamente lo anterior, eso constituiría una línea recta bifurcando (en un ángulo de 45 grados) el rectángulo delineado por línea vertical que representa la demanda agregada y la horizontal que representa el producto agregado (o ingreso agregado) (línea negra en el diagrama). Es decir, a cada aumento en una unidad del ingreso, existiría un aumento de una unidad en el consumo.
En esa economía el ingreso del conjunto de la población solo puede venir de la suma de todo lo que se haya gastado en consumo (C) (el consumo de unos es ingreso de otros) más lo que sea el gobierno gaste (G) y lo que se invierta (I). Ese ingreso agregado (Y) constituye entonces la Demanda agregada (AD en el gráfico). Nótese que esto asume equilibrio.
{\displaystyle Y=AD=C+G+I}
El consumo de los hogares (C) depende del ingreso disponible (ingresos menos impuestos o Y - T = Yd) pero hay un “consumo mínimo” (sin el cual no se sobrevive). Ese consumo es denominado Consumo Autónomo (Ca). Adicionalmente no todo lo que recibe como ingresos se utiliza inmediatamente en consumo. Una fracción ya sea se ahorra o se mantiene “en los bolsillos”, como reserva líquida (ver, por ejemplo: Caja menor). Esa fracción depende de la Propensión marginal al consumo (pmc o b).
La segunda línea (azul en el diagrama) representa la situación real. Su origen está determinado por el "consumo autónomo" y su pendiente por la pmc: por cada variación de una unidad en el producto/ ingreso (eje horizontal) hay una variación en el eje vertical (consumo) que es una fracción de esa variación en el ingreso. El punto en el cual las líneas se cruzan representa el punto de equilibrio para esa segunda línea. Puntos a la izquierda del cruce representan un consumo mayor al de equilibrio dada la producción (financiada ya sea por ahorros anteriores o crédito, etc). Puntos a la derecha representan un consumo inferior: se puede considerar que se están pagando deudas anteriores o ahorrando/manteniendo en los bolsillos por sobre lo necesario para mantener equilibrio dado el nivel de producción. Se corre el riesgo que las empresas reduzcan producción a fin de lograr equilibrio.
Resumiendo:
C = C (Y -T...) = Ca + b (Y - T) = Ca + b Yd
La aproximación conceptual a la propensión marginal al consumo (pmc) es la siguiente. Considérese un aumento en el ingreso de una unidad monetaria. Tanto el consumo como el ahorro aumentaran. En otras palabras, cualquier cambio (Δ) en el ingreso agregado de una nación (Y) produce una variación fraccional tanto del ahorro (A) como del consumo (C) del conjunto de los habitantes. Ese cambio fraccional se puede expresar de la siguiente manera:
0 < ΔA/ΔY< 1 y: 0 <ΔC/ΔY< 1
La primera define lo que se llama Propensión marginal al ahorro (pma) (el ahorro adicional por cada unidad extra de ingresos) y la segunda la propensión marginal al consumo, entendido como el consumo adicional por cada unidad extra de ingresos. Si definimos la segunda como b, sigue que C = bY.
Pero cualquier incremento en el ingreso de algunos que lleve al aumento de sus gastos llevara al incremento del ingreso de otros, los que, a su vez, estarán en condiciones de aumentar sus consumos. Eso implica que el aumento del ingreso tiene un efecto multiplicador. Ese multiplicador puede ser calculado de la siguiente manera:
dado que:
Y = AD = C + I (sin considerar G ) y C = {\displaystyle C_{a}} + bY
sigue que:
Y = {\displaystyle C_{a}} + b Yd + I
si substraemos bY de ambos lados:
Y - bYd = {\displaystyle C_{a}}+ I
factorizando Y:
Y (1-b) = {\displaystyle C_{a}}+ I
dividiendo por (1-b) da:
{\displaystyle Y={1 \over (1-b)}(C_{a}+I)}
en el cual 1/1-b es el multiplicador simple y ({\displaystyle C_{a}}+ I) es el componente autónomo (proveniente de ahorros y préstamos o algún incremento monetario) sobre el cual el multiplicador ejercerá su efecto.
El "multiplicador simple" es también conocido como multiplicador de la inversión, dado que permite medir lo que el ingreso aumenta en relación con el aumento de la inversión: un aumento de la inversión (I) conlleva un aumento de la producción, lo que implica un aumento del ingreso (Y). Ese ingreso constituye la “demanda efectiva”
El multiplicador es mayor que 1 porque una variación dada de la inversión provoca otra variación adicional de la cantidad demandada de bienes. Está relacionado con la propensión marginal a consumo (pmc o b): si b es grande, un aumento de inversión provocaría una gran variación de la demanda de consumo. Si la propensión marginal al consumo es pequeña, el multiplicador será pequeño: una variación dada de la demanda de inversión y la producción sólo provocará pequeñas variaciones de la cantidad demandada de bienes de consumo.

### Multiplicador y gastos de gobierno (el multiplicador keynesiano)
Ahora, si consideramos el gasto gubernamental, etc, podemos definir una propensión marginal a los impuestos (pmt o t), propensión marginal a importar (mpi o m) etc. Utilizando esas propensiones, el funcionamiento del multiplicador permanece esencialmente igual, pero su formulación nos permite considerar la influencia de "escapes" o "fugas financieras" en la economía:
{\displaystyle {1 \over 1-[b\cdot (1-t)-m]}}
En la cual la expresión {\displaystyle {1-[b\cdot (1-t)-m]}} constituye el multiplicador keynesiano compuesto o completo.
Si consideramos el efecto de transferencias o cualquier inyección monetaria indirecta (tal como la disminución de los impuestos) obtenemos (nota: este multiplicador es negativo porque implica un incremento en el factor principal (por ejemplo: los impuestos):
{\displaystyle {-b \over 1-[b\cdot (1-t)-m]}}
Finalmente tenemos el multiplicador si el gobierno aumenta tanto sus gastos como los impuestos (a fin de pagar por ese incremento en gastos). Este es llamado multiplicador de finanzas balanceadas:
{\displaystyle {1-b \over 1-[b\cdot (1-t)-m]}}
Desarrollando ese último, se puede ver que el efecto es positivo aun cuando el gobierno incremente tanto sus gastos como los impuestos (efecto de Haavelmo). La situación contraria (disminución tanto de gastos como impuestos) tiene un efecto negativo en la economía: disminuye Y.
Este modelo se usa principalmente para analizar cuestiones acerca de como variaciones del gasto o consumo influencian el ingreso.
El modelo puede ser desarrollado aún más, considerando que el numerador (1-b) representa demanda y esa demanda a su vez se descompone en consumo, inversión, gastos de gobierno, exportaciones, a fin de obtener un "multiplicador general".

### Multiplicador e inversiones (el acelerador)
La inversión en la concepción de Keynes está determinada por dos relaciones centrales: el ingreso y la tasa de interés (r). Si aumenta el ingreso, aumentara (fraccionalmente) I. Y si la tasa de interés aumenta, I disminuirá. Esto da origen tanto a la función de inversión keynesiana como a la tabla de demanda de inversiones.
I=f(r,ΔY) o I = ΔY(r)
La "tabla de demanda de inversiones" es una tabla en la cual las posibles inversiones están ordenadas de mayor a menor tasa de ganancia potencial. A lo más que sea el interés que las empresas deben pagar para obtener los capitales necesarios para realizar esas inversiones, menores serán las inversiones potenciales que serán rentables
Todo lo anterior permite a Samuelson transformar la función de inversión keynesiana, introduciendo el llamado acelerador de Samuelson o acelerador de Hansen y Samuelson.
El acelerador (α o alfa) puede ser entendido como la representación matemática del efecto multiplicador de la inversión: una inversión a fin de aumentar producción por parte de una empresa (lo que se traduce en un aumento de la demanda por esa empresa) lleva a otras a aumentar su inversión, a fin de satisfacer esa demanda extra, y así sucesivamente). El acelerador permite calcular el efecto total sobre el ingreso nacional dado una cierta variación en la inversión.
Y = α I
Pero la inversión general o total en una economía no solo depende de la inversión privada sino también de la inversión gubernamental (llamada aquí “inversión autónoma" o {\displaystyle I_{a}}) y la que las empresas realizan depende no solo de la tasa de interés ({\displaystyle I_{r}}) sino también del nivel de producción que esas desean obtener. Ese último factor depende a su vez de expectaciones acerca de la variación del nivel de consumo. Ese último elemento introduce un factor temporal: la diferencia entre el consumo en algún periodo determinado y el anterior ({\displaystyle C_{t-1}}). Nótese que esto implica que la inversión se estudia o realiza en relación con un periodo concreto. Por ejemplo, la inversión que existe en el presente: {\displaystyle I_{p}}:
{\displaystyle I_{p}} = {\displaystyle I_{a}} + {\displaystyle I_{r}+(C_{p}-C_{p-1})}
Ahora, considérese un grupo de inversionistas que, partiendo de la base que hay una cierta relación (α) entre su capital invertido (K) y el ingreso producido (Y) por el mismo, desee aumentar ese ingreso a {\displaystyle Y_{t}}. Considerando que hay un lapso temporal entre tomar las decisiones e implementarlas, la inversión necesaria neta {\displaystyle I_{t}} (igual a la diferencia entre {\displaystyle K_{t}-K_{t-1}}) será igual a:
{\displaystyle I_{t}}= α {\displaystyle (Y_{t}-Y_{t-1})}
Ahora, dado que en general, en un momento t cualquiera el ingreso en ese momento ({\displaystyle Y_{t}}) es equivalente al consumo ({\displaystyle C_{t}}) más la inversión ({\displaystyle I_{t}}) pero el consumo depende de la propensión a consumir (b) y la inversión en ese momento depende del ingreso deseado, se genera un mecanismo de retroalimentación:
{\displaystyle Y_{t}} = (b + α) {\displaystyle (Y_{t}-Y_{t-1})}
y
{\displaystyle I_{t}} = {\displaystyle I_{t-1}} + α {\displaystyle (C_{t}-C_{t-1})}.
La segunda constituye la fórmula del acelerador. Es importante mantener presente que el acelerador funciona en dos direcciones, amplificando el efecto de las inversiones al punto que, finalmente, la producción llega a su máxima capacidad. A partir de ese momento, el acelerador amplifica el efecto de la disminución de inversiones, generando una recesión. Consecuentemente. el acelerador se utiliza para examinar los ciclos económicos

## Modelo “tradicional” o basado en el modelo IS-LM

Modelo IS-LM básico (de equilibrio). La línea IS representa el equilibrio “Inversión-Ahorro” y la LM el equilibrio de “preferencia por liquidez” (L o demanda de dinero) y M (= oferta monetaria) en relación a diferentes tasas de interés real (eje vertical) y producto (o ingreso) nacional (eje horizontal)

Este modelo, introducido en 1937 por John Hicks es también llamado modelo tradicional y parte del presupuesto, posteriormente cuestionado por el mismo Hicks, que hay un equilibrio en los mercados monetarios, de consumo e inversión, que implican que lo hay en el laboral (ver Ley de Walras). En 1980 Hicks afirmó que esta interpretación omite algunos elementos muy importantes en la percepción de Keynes, especialmente los relacionados con la incertidumbre.
El modelo IS-LM se basa en el supuesto de que el nivel general de precios es fijo en el corto plazo. Con eso se quiere decir que el nivel general de precios no se ajusta inmediatamente cuando las condiciones económicas cambian. Considérese el mercado de un bien cualquiera, del que el precio está dado por la intersección de la oferta y la demanda. Si las condiciones económicas no cambian, el precio no va a cambiar. Ahora bien, supongamos que hay un cambio, suponga un incremento en la demanda. Esto debería traducirse en un aumento en el nivel de precios (y en la cantidad intercambiada en el mercado). Sin embargo, ese precio no aumentara inmediatamente. Cuanto tiempo esos precios permanecen sin cambiar determina la diferencia entre el corto y el largo plazo. Esa misma idea se aplica a los precios en general y constituye las bases de esta visión.
Ha habido una variedad de “linearizaciones” del modelo IS-LM. La más reciente está basada en la estandarización matemática sugerida por Carl P Simon y Lawrence Blume.
Definiciones y asunciones previas:
El PIB es la suma del consumo, inversión y gastos de gobierno (lo que iguala a la renta nacional o Y):
1) {\displaystyle PIB=Y=C+I+G}
en la cual
Y: Ingreso nacional o renta nacional.
C: Gastos en consumo.
I: Gastos de inversión por las empresas.
G: Gastos de gobierno.
Aprovechamos la oportunidad para definir también r: tasa de interés y M: Oferta de dinero.
Se asume que el consumo es proporcional a (o una función de) el ingreso (Y). Es decir: C = bY, en la cual b es la "propensión marginal al consumo" y s (s = 1-b) es la "propensión marginal al ahorro". Se asume que la inversión es una función decreciente de la tasa de interés, y se determina por la fórmula I = Io - ar, en la cual Io es la inversión cuando la tasa de interés es cero y ar es la eficiencia marginal del capital (o tasa de ganancia).
Sustituyendo en 1, obtenemos:
2) Y = bY + Io − ar + G,
o
3) s Y + ar = Io + G.
en la que los valores cumplen que 0< s < 1; a > 0 y Io > 0.
La oferta de dinero (M) es función (función de liquidez) del PIB y la tasa de interés y se asume es dada por:
4) M = mY + Mo − hr.
En la cual mY representa la demanda por dinero para compraventas de bienes y servicios (que es proporcional al tamaño de la economía) Y Mo - hr representa la demanda de dinero por los inversionistas.
Una simple transformación nos da
5) mY − hr = M − Mo
Los términos satisfacen 0 < m < 1; h > 0 y Mo > 0.
Tomando 3 y 5 se obtiene el siguiente sistema:
s Y + ar = Io + G
mY − hr = M − Mo
Si consideramos que G y M son variables que podemos controlar, es posible resolver esas ecuaciones para obtener Y r como función de esas variables y los parámetros s, a, Io, m, h y Mo; dando:
{\displaystyle Y={h(I_{o}+G)+a(M-M_{o}) \over [sh+am]}}
{\displaystyle r={m(I_{o}+G)-s(M-M_{o}) \over [sh+am]}}
Eso muestra que, en este modelo, un aumento en G o M lleva a un aumento en la renta nacional (Y) y que un aumento en G o disminución en M lleva a un aumento en la tasa de interés (r)

## Modelos integrados
A partir de 1960 Samuelson buscó integrar a su modelo el de Hicks. Esto dio lugar a una tradición que busca elaborar esa propuesta.

## Modelo Keynesiano de economía matemática
El modelo keynesiano, en el mercado de bienes, estableció, al igual que el Modelo clásico que el ahorro era igual a la inversión, aunque el ahorro dependía de la renta y la función de inversión del tipo de interés. El ahorro es normalmente rígido con respecto al tipo de interés. Cerca del pleno empleo, una disminución del ahorro produce un aumento del tipo de interés. Cuando la inversión es rígida, una disminución del tipo de interés produce un efecto mínimo sobre la renta. Se puede aumentar el empleo y la renta a través de una mayor inversión sin elevar los tipos de interés. En el mercado de dinero introdujo la especulación financiera como causa del aumento de la demanda de dinero además de la demanda para realizar transacciones. En el mercado de trabajo estableció que la flexibilidad salarial producía pleno empleo.

## Multiplicador simple y compuesto
La renta total o producto total puede disgregarse según sea el destino final. Una renta puede dedicarse al consumo, al ahorro o el pago de impuestos que se traduce en gasto público. Existe un consumo y una inversión que no dependen de la renta. Es la demanda autónoma.
| {\displaystyle \ Y=C+I+C_{0}+I_{0}} |
| {\displaystyle \ S=I}               |

{\displaystyle C_{0}} es el consumo autónomo. {\displaystyle I_{0}} es la inversión autónoma.
El ahorro es igual a la inversión S=I. Para entender esta expresión se utiliza una economía rural. El
agricultor que cultiva trigo lo utiliza para el consumo. El trigo que ahorra es siempre el trigo que utiliza para la siembra de la siguiente cosecha, es decir, la inversión.
La expresión anterior queda modificada así
| {\displaystyle \ Y-C=I+C_{0}+I_{0}} |

(Y-C) es el ahorro, renta menos consumo. Llama al consumo e inversión autónoma, A.
| {\displaystyle \ S=I+C_{0}+I_{0}}   |
| {\displaystyle \ S-I=C_{0}+I_{0}=A} |

Keynes está interesado en saber cómo cambia el ahorro y la inversión autónomas con variaciones en la renta. Matemáticamente analiza dA/dY.
| {\displaystyle \ {\frac {dS}{dY}}-{\frac {dI}{dY}}={\frac {dA}{dY}}} |

Simplifica sustituyendo las expresiones por los parámetros s y b
| {\displaystyle \ {\frac {dS}{dY}}=s}     |
| {\displaystyle \ {\frac {dI}{dY}}=b}     |
| {\displaystyle \ (s-b)={\frac {dA}{dY}}} |

Finalmente obtiene el multiplicador compuesto
| {\displaystyle \ dY={\frac {dA}{s-b}}} |

Cuando b es igual a cero teniendo en cuenta que s=1-c
| {\displaystyle \ b=0\Rightarrow dY={\frac {dA}{1-c}}} |

obtiene el multiplicador simple. Si aumentamos la demanda autónoma en 100 unidades monetarias, el aumento de la renta será con una propensión marginal a consumir de 0,8 igual a
500=100/(1-0,8)

## Función de ahorro e inversión
Las funciones de ahorro e inversión clásicas varían con el tipo de interés. El modelo keynesiano establece que la inversión disminuye con aumentos de los tipos de interés y el ahorro aumenta con la renta. Matemáticamente se expresa así
| {\displaystyle \ I(r,Y)=S(Y)}        |
| {\displaystyle \ {\frac {dI}{dr}}<0} |
| {\displaystyle \ {\frac {dS}{dY}}>0} |

r es el tipo de interés.

En el modelo keynesiano el nivel de precios es una variable de enlace. Cuando la renta se mide en términos reales, el agregado ahorro es el siguiente
| {\displaystyle \ y={\frac {Y}{P}}}                      |
| {\displaystyle \ S({\frac {Y}{P}})=s(y)={\frac {S}{P}}} |

El ahorro monetario o nominal se convierte en ahorro en términos reales dividiento el macroagregado entre el nivel de precios P.
| {\displaystyle \ S=Ps(y)} |

## Propensión marginal a invertir
Keynes llama propensión marginal a invertir a dI/dY
| {\displaystyle \ Y=C+S+G} |
| {\displaystyle \ S=I}     |

El consumo es una proporción de la renta
| {\displaystyle \ C=cY} |

Cuando sustituimos esta expresión en la identidad de macroagregados.
| {\displaystyle \ Y=cY+I+G} |

Llevando cY a la izquierda de la expresión
| {\displaystyle \ Y=cY+I+G}              |
| {\displaystyle \ G=0\Rightarrow Y=cY+I} |

Realizando una diferencial de esta expresión
| {\displaystyle \ dY=dcY+dYc+dI} |

Dividiendo entre dY
| {\displaystyle \ {\frac {dY}{dY}}={\frac {dcY}{dY}}+{\frac {dYc}{dY}}+{\frac {dI}{dY}}} |

Eliminando términos comunes
| {\displaystyle \ 1={\frac {dcY}{dY}}+c+{\frac {dI}{dY}}} |

Llamando a (1-c)=s
| {\displaystyle \ {\frac {dI}{dY}}=s-{\frac {dcY}{dY}}} |

Esta expresión es la propensión marginal a invertir keynesiana. Cuando aumenta la renta, la inversión sólo depende de la variación de la propensión marginal al consumo y la tasa de ahorro.
Cuando el ahorro se aproxima a cero, la inversión se convierte en desinversión.
| {\displaystyle \ {\frac {dI}{dY}}=-{\frac {dcY}{dY}}} |

Los stocks desaparecen de las empresas. Si persiste la desinversión, las empresas no repondrán la maquinaria obsoleta.

## Demanda de dinero
La demanda de dinero para realizar transacciones y la oferta, dinero prestado, crece con la renta. La demanda de dinero para especular crece también con la renta pero disminuye con el tipo de interés y aumenta con la inflación.
Si el tipo de interés se encuentra por debajo de un mínimo {\displaystyle r_{min}}, la economía prefiere la liquidez. Si el tipo de interés disminuye, se demandará más dinero para especulación. Keynes describe una especulación a corto plazo centrada en bonos y otra a largo plazo de compra venta de obligaciones. 

La demanda de dinero keynesiana es
| {\displaystyle \ L_{dd}=L_{1}(Y)+L_{2}(r)} |

La oferta de dinero
| {\displaystyle \ L_{oo}=L_{1}(Y)+L_{2}(r,P)=M} |

La demanda de dinero por especulación cuando crecen los tipos de interés y la renta serán
| {\displaystyle \ {\frac {dL_{2}}{dr}}<0} |
| {\displaystyle \ {\frac {dL_{2}}{dP}}>0} |

{\displaystyle L_{1}} es la demanda y oferta para transacciones. {\displaystyle L_{2}} es la oferta y demanda especulativa a corto y largo plazo.

## Trampa de la liquidez
La trampa de liquidez está relacionada con la demanda especulativa de bonos. El precio de un bono es
| {\displaystyle \ P={\frac {R}{i}}} |

R es el rendimiento del bono. i es el tipo de interés. P es el precio pagado por el bono. La trampa de la liquidez es una situación en la que los agentes económicos consideran que los tipos de interés han llegado a su nivel más bajo, lo cual enfría el mercado de bonos. El precio del bono ya no puede subir más.
Según el modelo Hicks Hansen más conocido como modelo IS-LM, la trampa de la liquidez contempla el caso de equilibrio en el mercado de dinero a tipos de interés muy bajos. Sin embargo, el mercado de bienes y servicios se equilibra a tipos normales. Cualquier aumento de la masa monetaria deja prácticamente inalterado el nivel de renta. La curva LM es, en este caso, casi horizontal.

## Ilusión monetaria y oferta de trabajo
Los trabajadores ofertan horas de trabajo en función del salario monetario. Según Keynes un aumento del salario monetario produce "ilusión monetaria". El producto marginal dF/dL=dy/dn determina el salario y la cantidad de trabajadores empleados produce un nivel de output.

El salario real será el salario monetario entre el nivel de precios.
| {\displaystyle \ w={\frac {W}{P}}\Rightarrow W=Pw} |

La oferta de trabajo la define así
| {\displaystyle \ W=W_{0}+W(n)} |

La oferta crece con el salario monetario a un ritmo decreciente
| {\displaystyle \ {\frac {dW}{dn}}>0;{\frac {d(dW)}{dn}}<0} |

El nivel de precios influye en la oferta de trabajo sustituyendo el salario monetario W por su valor Pw
| {\displaystyle \ Pw=W_{0}+W(n)} |

{\displaystyle W_{0}} representa un nivel del salario por debajo del cual no existe oferta laboral.
n es la cantidad de trabajo demandada que procede de la función de producción y(n)
| {\displaystyle \ y=y(n)} |

El salario es el producto marginal decreciente del trabajo
| {\displaystyle \ w={\frac {dy}{dn}}\Rightarrow {\frac {W}{P}}={\frac {dy}{dn}}} |

### Inflación y empleo
Si los precios aumentan, el salario real disminuye por debajo de su producto marginal y las empresas contratan más personal. En caso contrario, cuando se produce una deflación, el salario real aumenta por encima de su producto marginal y las empresas despiden personal. Keynes defiende por esta razón un subida moderada del salario monetario. Cuando la renta salarial disminuye se produce un exceso de ahorro sobre la inversión planeada.

## Ecuaciones e identidades
Las variables son siete, Y,y,n,r,W,w,P. El modelo contempla cinco ecuaciones y dos identidades. La ecuación Y=C+I equivale a la igualdad ahorro inversión S=Y-C=I.

| {\displaystyle \ i(r)=s(y)}                                                    |
| {\displaystyle \ M=L_{1}(Y)+L_{2}(r,P)\Rightarrow {\frac {M}{P}}=ky(n)+L(r,1)} |
| {\displaystyle \ y=y(n)}                                                       |
| {\displaystyle \ w=dy/dn}                                                      |
| {\displaystyle \ W=W_{0}+W(n)}                                                 |

Las identidades son las siguientes
| {\displaystyle \ Y=Py} |
| {\displaystyle \ W=Pw} |

En la ecuación monetaria ky(n) es la demanda de dinero clásica y M/P es la demanda de saldos reales, es decir, demanda en términos de mercancía que podemos comprar con el dinero.

## Críticas al modelo
Matemáticamente el modelo tiene más variables que ecuaciones. No es un modelo determinado o con solución única. El modelo keynesiano considera constante la masa monetaria M.Una aproximación a las soluciones parciales del modelo keynesiano se encuentra en el modelo Hicks Hansen o modelo IS-LM. IS es la recta definida por la renta y el tipo de interés que equilibran el mercado de bienes keynesiano. La recta LM define valores donde existe equilibrio en el mercado monetario. La intersección de las rectas produce un equilibrio simultáneo en los mercados.

## Citas y referencias
1. ↑   por ejemplo: Andrea Roventini (2010): Introduction to Macroeconomics: The Neoclassical Synthesis
2. ↑   Juan Tugores Q (2010): Macroeconomía. Para entender la crisis en una economía global p 150
3. ↑   Economic glossary Definition of Keynesian model
4. ↑   Steven M Suranovic: International Finance Theory and Practice
5. ↑   Jean-Pascal Benassy (1995): Classical and Keynesian features in macroeconomic models with imperfect competition, en Huw David Dixon, Neil Rankin: “The new macroeconomics: imperfect markets and policy effectiveness”
6. ↑   Por ejemplo: María Ángeles Caraballo; Carlos Usabiaga (2002): UN MARCO ANALÍTICO COMÚN PARA LOS NUEVOS KEYNESIANOS Y LOS NUEVOS MACROECONOMISTAS CLÁSICOS o CARLOS LEÓN y MARÍA MIRANDA: LA CONVERGENCIA EN LOS MODELOS CLASICOS Y KEYNESIANOS: UN MODELO o Nazim Kadri Ekinci (2011): Income Distribution in a Monetary Economy: A Ricardo-Keynes Synthesis, etc
7. ↑   Por ejemplo: Mankiw (1989): "Real Business Cycles: A New Keynesian Perspective," Mankiw y Reis (2002): STICKY INFORMATION VERSUS STICKY PRICES: A PROPOSAL TO REPLACE THE NEW KEYNESIAN PHILLIPS CURVE Mankiw y Reis: (2010): Imperfect Information and Aggregate Supply Mankiw Macroeconomía (varias fechas) etc
8. ↑   Heller, Claudia; Dessotti, Marina (2007): Keynesian cross: diagrammatical interpretations of effective demand
9. ↑   John Petroff: COMPARACIÓN ENTRE EL MODELO CLÁSICO Y EL DE KEYNES
10. ↑   E. Johnson, ROBERT D. Ley, T Cate: “Para Keynes, el equilibrio macroeconómico es sólo el punto donde sistema se estaciona, lo que se logra cuando la fuerzas opuestas en el modelo teórico se balancean. En el modelo básico, que figura en la Teoría General, las fuerzas opuestas son los encargados de adoptar decisiones en los hogares, que determinan la división de su renta disponible entre el previsto consumo y ahorro y los responsables de tomar decisiones comerciales, quienes deben determinar la inversión planificada. Cuando los planes de estas fuerzas opuestas están en equilibrio, la suma de las filtraciones ex ante será igual a la suma de las inyecciones ex ante en el flujo de ingresos. Y todos los mercados se vaciaran, con o sin salarios y / o precios flexibles y el equilibrio macroeconómico es alcanzado, con o sin pleno empleo.” en The Concept of Equilibrium: A Key Theoretical Element in Keynes’ Revolution
11. ↑   De acuerdo a Marshall ("Principles of Economics", London; Macmillan, 1890), periodos inferiores al "periodo del mercado" son considerados "corto plazo" (short run). En el corto plazo variaciones de demanda, etc, afectarán a la producción solo en forma limitada. Las empresas pueden, por ejemplo, utilizar mejor sus recursos -asumiendo que no lo estén haciendo- pero emplear más trabajadores, aumentar capacidad instalada, etc, toma tiempo. El "largo plazo" (long run) es el periodo que permite a las empresas responder a esos cambios. Es el periodo en el cual empresas pueden entrar o salir de un mercado en forma planificada. Las empresas generalmente producen sobre la base de cálculos de largo plazo: variar la producción, los niveles de empleos y decisiones acerca de inversiones y compra de insumos, etc. no son generalmente tomadas ligera o rápidamente.
12. ↑  E Ray Canterbery (2009): "De acuerdo con James Tobin (1918-2002), Premio Nobel 1981
y un neo-keynesiano, la cuestión fundamental es si hay fallas del mercado de naturaleza macroeconómica en una economía de mercado. Neo-keynesianos creen que hay y que el gobierno puede hacer algo al respecto. Ellos piensan que la gestión de la demanda puede ayudar a la economía "para estar cerca de su rumbo de equilibrio" (2) Sus recomendaciones de política son en el espíritu de Keynes.... " en THE MAKING OF ECONOMICS Chapter I: THE AMERICAN KEYNESIANS Archivado el 17 de enero de 2010 en Wayback Machine.
13. ↑   Agustín Cue Mancera: "En otro aspecto, Samuelson introduce un concepto que, con frecuencia, se ha prestado a equívocos, por parte incluso de economistas, es el que se refiere a la llamada “síntesis neoclásica”. Para Samuelson dicha síntesis constituye la reconciliación entre la microeconomía neoclásica y la macroeconomía keynesiana." en Samuelson y la enseñanza de la teoría económica p 311: 5.2 La “síntesis neoclásica”: su definición original y un equívoco frecuente
14. ↑   Kerry A. Pearce and Kevin D. Hoover: "En la primera edición, la armonía que establece Samuelson no es la armonía de un aparato de análisis muy general en el cual el análisis keynesiano y el análisis de la economía clásica aparecen indistintamente, como casos especiales. Su armonía es aquella en la que las acciones positivas de política debe curar las imperfecciones de la economía, eliminando las circunstancias especiales en las que análisis de Keynes es fundamental y estableciendo las circunstancias especiales en las que análisis clásico es informativo." en After the Revolution: Paul Samuelson and the Textbook Keynesian Model
15. ↑   C. M. Gómez Gómez: "Una vez sentados los fundamentos teóricos queda el problema de saber hasta donde aumentará la inversión. En la Teoría General se considera que la respuesta a esta pregunta es evidente; sin embargo, el argumento se desarrolla en detalle en un importante artículo publicado el año siguiente ("The General Theory: fundamental concepts and ideas" QJE,1937). Según Keynes, todo inversor debe elegir entre dos alternativas: comprar un bien de capital cuyo rendimiento estará dado por su eficiencia marginal, o bien prestar su dinero obteniendo una remuneración igual al tipo de interés. La inversión aumentará siempre que la eficiencia marginal sea superior al tipo de interés, pero no aumentará más allá de dicho límite, porque a partir de ese punto será más rentable prestar el dinero. De ahí resulta que la tasa de interés (r) es el rendimiento mínimo requerido por los inversores, es decir el umbral que fija su rentabilidad (e) y en consecuencia su volumen (Is ) de acuerdo con la curva de demanda de capital. En equilibrio obtendremos entonces e=r, lo que determina Is. Esto es lo que aparece en el gráfico. Este razonamiento, que hemos desarrollado en términos de eficiencia marginal, también puede desarrollarse en términos de precios, ya que precios y rendimientos están inversamente relacionados. De acuerdo con esto, diremos que la inversión aumentará hasta el punto en que el flujo de los ingresos esperados actualizados por el tipo de interés corriente sea igual al precio de oferta de los bienes de capital." en Keynes: La Teoría General del Empleo, el Interés y el Dinero
16. ↑   José E De Gregorio Rebeco (2007): Macroeconomía: teoría y políticas p 499, etc
17. ↑   Paul Samuelson: Economics (1948)
18. ↑  Andrew Rose: “Keynesian Cross” or “Multiplier ” Model Archivado el 11 de enero de 2011 en Wayback Machine.
19. ↑  Multiplier-Accelerator Model
20. ↑  Tonu Puu, Laura Gardini, Irina Sushko: A Hicksian multiplier-accelerator model with ﬂoor determined by capital stock Archivado el 5 de julio de 2007 en Wayback Machine.
21. ↑   Steven M Suranovic: “El diagrama de la cruz keynesiana depicta el nivel de equilibrio del ingreso nacional”. en International Finance Theory and Practice.- Este es el punto que reintroduce a la posición keynesiana la visión clásica: los ingresos solo provienen de las ventas de lo que sea se haya producido. Sigue que cualquier variación en ingreso es resultado de una variación similar en ventas/ consumo. (Ver Ley de Say y Ley de Walras).
22. ↑   ”El coeficiente (1 / (1 - PMC)) se denomina "multiplicador de la inversión" y mide lo que aumenta la renta por cada euro que aumente la inversión. Este multiplicador es siempre mayor que la unidad.
Para Keynes, solo el capital invertido directamente en nuevos factores de producción cuenta como inversión. Capitales financieros pueden también ser utilizados con propósitos especulativos, lo que no aumenta la inversión, aun cuando pueden aumentar monetariamente las sumas "invertidas"
23. ↑   ver Marco Antonio Plaza V: EL PRINCIPIO DE LA PROPENSIÓN MARGINAL AL CONSUMO
24. ↑   Macroeconomía - Conceptos de Macroeconomía
25. ↑  Andrew Rose: “Keynesian Cross” or “Multiplier ” Model Archivado el 11 de enero de 2011 en Wayback Machine. p 12
26. ↑  George Irving: VI. The Open Economy Keynesian Model and Multiplier en Notes for Sesión 2: Archivado el 21 de agosto de 2011 en Wayback Machine.
27. ↑   The Investment Schedule and Investment Decisions
28. ↑   Graphing Exercise: Investment Demand Curve
29. ↑  «The Investment Schedule». Archivado desde el original el 8 de febrero de 2013. Consultado el 14 de enero de 2012.
30. ↑   Mauricio Avella G. y Leopoldo Fergusson T. (2003): “Samuelson ([1939], 1972). Por sugerencia de Alvin Hansen, Samuelson empleó una función de consumo de forma lineal como Ct = co + cYt-1, en donde C es el consumo total en el período t, co es el consumo autónomo, c es la propensión a consumir, y Y es el ingreso. El hacer depender a Ct de Yt-1 se conoce en la literatura macrodinámica con el nombre de rezago de Robertson. A su turno, la función de inversión era de la forma lineal, It = Io + β(Ct – Ct-1), en donde β es el parámetro del acelerador, que Samuelson siguiendo a Harrod llamó también relación. Entonces, el equilibrio macroeconómico sería Yt = Ct + It = co + Io + cYt-1 + β(Ct – Ct-1). Como Ct = co + cYt-1 y Ct-1 = co +cYt-2, se obtiene finalmente la siguiente ecuación en diferencias lineal de segundo orden: Yt – (1 + β)cYt + βcYt-2 = co + Io. De la solución de este sistema se obtienen entre otros resultados que si c = 1/β, las oscilaciones son constantes, que si c < 1/β, las oscilaciones son amortiguadas, y que si c > 1/β, las oscilaciones son explosivas.” en http://www.banrep.gov.co/docum/ftp/borra284.pdf nota 41, p 17
31. ↑   Paul Samuelson: The Multiplier Model and the Business Cycle en Economics (1980), p 574
32. ↑  Por ejemplo: Bruno Magro: Resumen de Cátedra acerca del Multiplicador-acelerador Archivado el 27 de abril de 2015 en Wayback Machine.
33. ↑   J. R. Hicks (1937): Mr Keynes and the “Classics”: A Suggested Interpretation Archivado el 12 de agosto de 2011 en Wayback Machine.
34. ↑   por ejemplo: José E De Gregorio Rebeco (2007): Macroeconomía: teoría y políticas p 499, etc
35. ↑  J.R. Hicks, 1980. "'IS-LM': An Explanation"
Journal of Post Keynesian Economics, Vol. 3, No. 2 p. 139-16.
36. ↑   Gianluigi Vernasca (2011): IS-LM Model: the Short-Run Equilibrium
37. ↑   Clark Robinson (2008): LINEAR IS-LM KEYNESIAN MODEL A CLOSED ECONOMY
38. ↑   Carl P Simon y Lawrence Blume (1994): Mathematics for Economists.- W. W. Norton and Co. New York and London.
39. ↑   Para una derivación formal de todo lo anterior, ver C. Simon and L. Blume, Mathematics for Economists, W. W. Norton & Company, New York, 1994.- Para profundizar, ver Félix Jiménez, Gisella Chiang y Erick Lahura (2001): MACROECONOMÍA: ENFOQUES Y MODELOS NUEVOS EJERCICIOS RESUELTOS Archivado el 6 de enero de 2012 en Wayback Machine.